# Japanagromyza sordidata
Japanagromyza sordidata är en tvåvingeart som beskrevs av Spencer 1962. Japanagromyza sordidata ingår i släktet Japanagromyza och familjen minerarflugor. Inga underarter finns listade i Catalogue of Life.